# Tadas Kijanskas
Tadas Kijanskas, né le 6 septembre 1985 à Vilnius, est un footballeur lituanien. Il occupe le poste de défenseur central à l'Hapoël Haïfa.

## Biographie

### Signature au Jagiellonia Białystok
Le 4 juin 2010, Tadas Kijanskas signe un contrat d'un an avec le Jagiellonia Białystok. Le 5 août, il joue son premier match avec le Jaga, contre l'Áris Thessalonique en Ligue Europa, entamant la rencontre dans le onze de départ. Dans un club longtemps en tête de son championnat, Kijanskas joue la moitié des matches mais n'est finalement pas retenu lorsque son contrat prend fin.

## Palmarès
- Finaliste de la Coupe de Lituanie : 2008